# Гельнхаузен
Гельнхаузен (нем. Gelnhausen) — город в Германии, районный центр, расположен в земле Гессен. Подчинён административному округу Дармштадт. Входит в состав района Майн-Кинциг. Население составляет 22 873 человека (на 31 декабря 2017 года). Занимает площадь 45,18 км². Официальный код — 06 4 35 010.
Город подразделяется на 6 городских районов.
В период с 2007 по 2013 год из-за расширения ЕС географический центр ЕС составлял ровно 50°10′21″ с. ш. 09°09′00″ в. д. в самой южной части Меерхольца, районa Гельнхаузенa — в середине поля у подножия горы «Niedermittlauer Heiligenkopf».
В городе родился Филипп Рейс (1834—1874), телефон, представленный им в 1861 году, считается его изобретением.
Известен тем, что в 1938 году стал первым местом в мире, объявленным нацистами юденфрай (очищенным от евреев).

## Фотографии

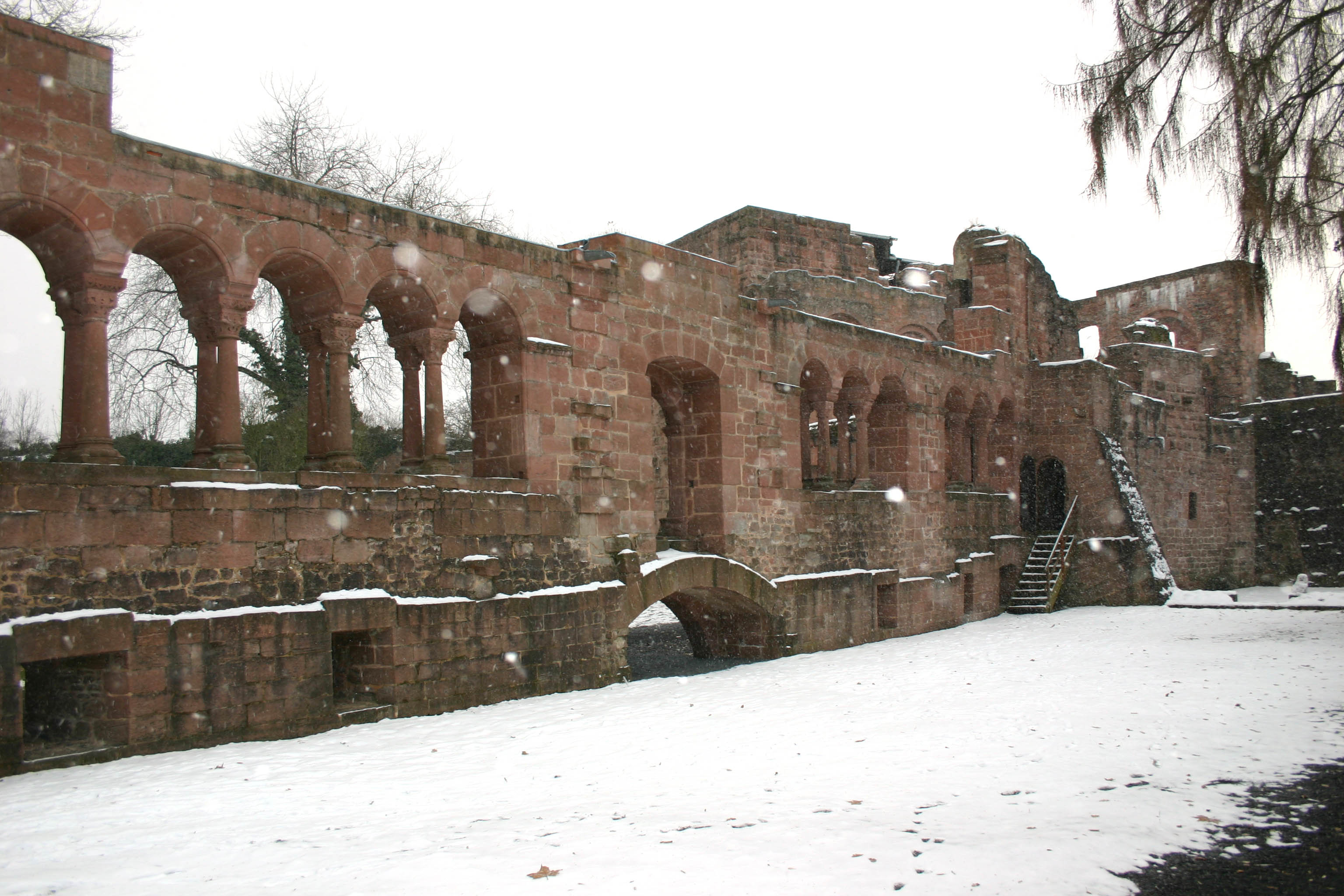
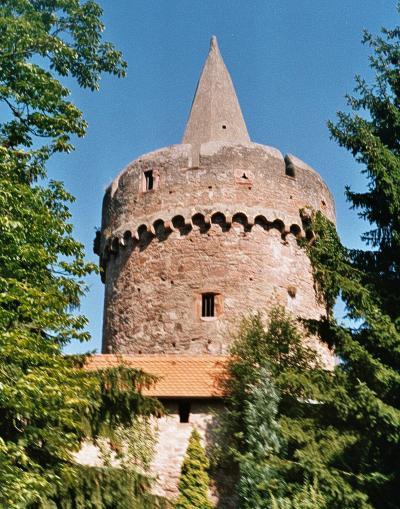
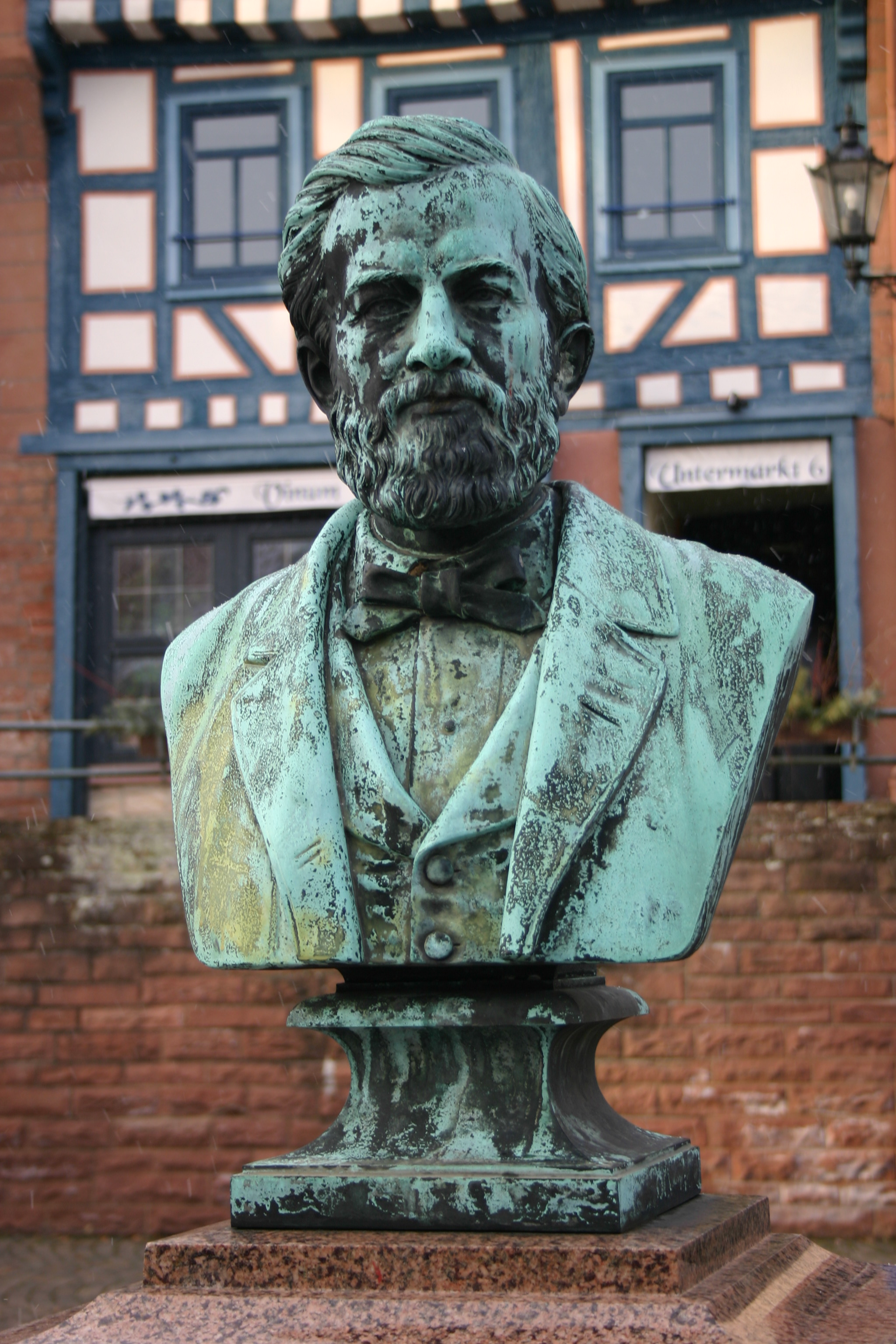

## Достопримечательности
- Замок Меерхольц[нем.]
- Монастырь Меерхольц[нем.]

## Известные жители
- Георг Альбрехт фон Изенбург-Бюдинген[болг.] (1664-1724) - граф Изенбург-Бюдинген[нем.], основатель линии Изенбург-Бюдинген-Меерхольц[нем.].
- Амалия Генриетта фон Сайн-Витгенштейн-Берлебург[болг.] (1664-1733) — графиня из линии Сайн-Витгенштейн-Берлебург и путем брака графиня Изенбург-Бюдинген[нем.] в Меерхольце[нем.] (сейчас район Гельнхаузенa), основатель линии Изенбург-Бюдинген-Меерхольц[нем.].

## Города-партнёры
- Кламси (Ньевр) (Франция)